# Dianalytic流形
數學上，dianalytic流形是複解析流形的推廣，有可能是不可定向的。流形的dianalytic結構由圖卡所組成的圖冊給出，而圖卡間的轉移映射，可以是複解析映射，或複解析映射的複共軛。dianalytic流形是從（可能不連通的）複解析流形用無固定點的對合取的商，這個對合將複結構轉為複共軛結構。dianalytic流形是 Klein （1882）引入，一維的dianalytic流形有時稱為克萊因曲面。